# ديفيد ر. غود
ديفيد ر. غود (بالإنجليزية: David R. Goode)‏ هو شخصية أعمال أمريكي، ولد في 13 يناير 1941.

## وصلات خارجية
- ديفيد ر. غود على موقع إن إن دي بي (الإنجليزية)